# Liên hoan phim Tribeca
Liên hoan phim Tribeca thành lập vào năm 2002 bởi Jane Rosenthal, Robert De Niro và Craig Hatkoff, được cho là phản ứng trước sự kiện 11 tháng 9 ở Trung tâm Thương mại Thế giới và mất mát của Tribeca, dù có nhiều báo cáo cho rằng Liên hoan thành lập ngầm trước khi diễn ra sự kiện 11/9. Nhiệm vụ của liên hoan phim là "giúp cộng đồng điện ảnh quốc tế và công chúng nói chung trải nghiệm sức mạnh của điện ảnh bằng việc tái khẳng định trải nghiệm tại liên hoan phim." Liên hoan phim Tribeca thành lập để ăn mừng thành phố New York như là trung tâm làm phim lớn và đóng góp trong việc cải thiện khu vực Manhattan.
Vào năm 2006 và 2007, Liên hoan phim nhận 8.600 đệ trình phim và tổ chức 1.500 buổi chiếu. Chương trình trong Liên hoan phim bao gồm hàng loạt thể loại phim độc lập như phim tài liệu, phim truyện, phim ngắn và phim dành cho gia đình. Liên hoan phim còn có hội đồng giám khảo trong thế giới giải trí, với âm nhạc do ASCAP cung cấp. Liên hoan phim hiện nay thu hút ước tính 3 triệu người nổi tiếng trong nhiều thể loại nghệ thuật như điện ảnh và âm nhạc–và đem về lợi nhuận hơn 600 triệu đô-la Mỹ mỗi năm.

## Lịch sử

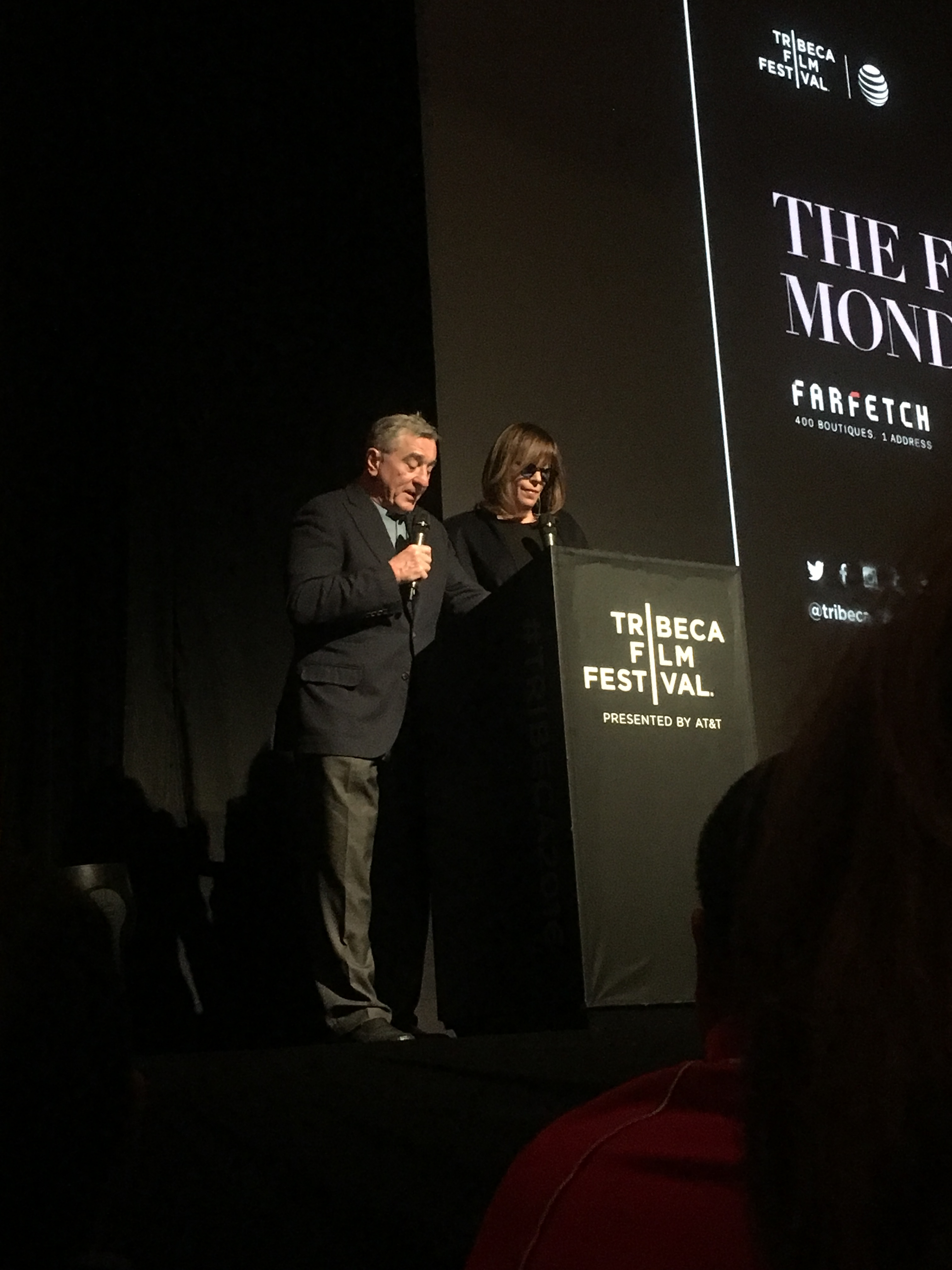
Các nhà thành lập Liên hoan phim Jane Rosenthal và Robert De Niro.

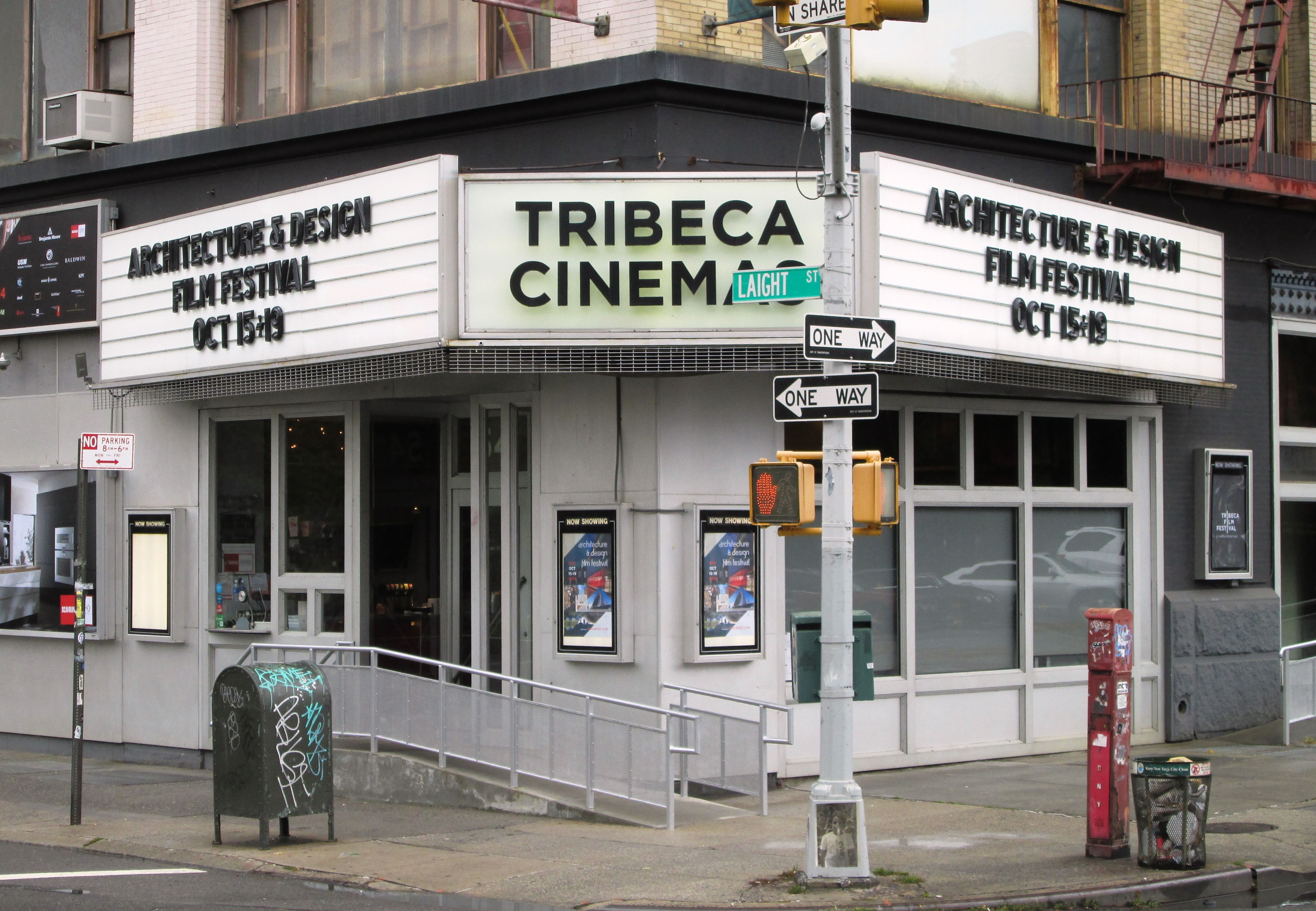
Bên ngoài Tribeca Cinemas

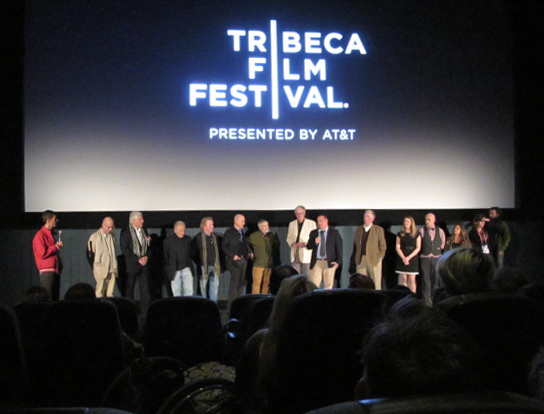
Đoàn làm phim trên sân khấu sau khi công chiếu một bộ phim tài liệu tại Liên hoan phim Tribeca 2015.

Liên hoan đầu tiên khai mạc sau 120 ngày lên kế hoạch với sự giúp đỡ của hơn 1.300 tình nguyện viên. Liên hoan thu hút 150.000 người và nhiều nhà làm phim mới nổi. Liên hoan phim gồm nhiều cuộc thi điện ảnh; loạt phim Restored Classics; 13 buổi tọa đàm lớn; Liên hoan gia đình cả ngày; và công chiếu Star Wars: Episode II – Attack of the Clones, About A Boy, phiên bản làm lại của Insomnia, Divine Secrets of the Ya-Ya Sisterhood, The League of Extraordinary Gentlemen cũng như lần công chiếu tại Hoa Kỳ Spider-Man 3 và The Avengers.
Liên hoan năm 2003 thu hút hơn 300.000 khán giả. Tại đây cũng mở rộng loạt phim độc lập, tài liệu và phim ngắn từ khắp thế giới, buổi hòa nhạc và tấu hài, hoạt động thể thao và trình chiếu phim ngoài trời cùng Hudson River. Cuối năm 2003, De Niro mua lại rạp hát tại 54 Varick Street để trình chiếu nhiều bộ phim độc lập hàng đêm, đổi tên thành Tribeca Cinema, trở thành một trong những nhà hát chính của Liên hoan phim. Năm 2009, Rosenthal, Hatkoff và De Niro nằm ở vị trí thứ 14 trong danh sách 25 nhà tài phiệt dẫn đầu thế giới của Barron's nhờ vai trò tập hợp kinh tế của TriBeCa sau sự kiện ngày 11 tháng 9.

## Giải thưởng

### Phim truyện

#### Phim hay nhất
- 2015 – Virgin Mountain, đạo diễn Dagur Kári
- 2014 – Zero Motivation, đạo diễn Talya Lavie[10]
- 2013 – The Rocket,[11] đạo diễn Kim Mordaunt
- 2012 – War Witch, đạo diễn Kim Nguyen
- 2011 – She Monkeys, đạo diễn Lisa Aschan
- 2010 – When We Leave, đạo diễn Feo Aladag
- 2009 – About Elly, đạo diễn Asghar Farhadi
- 2008 – Let the Right One In, đạo diễn Tomas Alfredson
- 2007 – My Father My Lord, đạo diễn David Volach
- 2006 – Iluminados por el fuego, đạo diễn Tristán Bauer
- 2005 – Stolen Life, đạo diễn Li Shaohong
- 2004 – Green Hat, đạo diễn Liu Fendou
- 2003 – Blind Shaft, đạo diễn Li Yang
- 2002 – Roger Dodger, đạo diễn Dylan Kidd

#### Nhà làm phim mới xuất sắc nhất
- 2015 – Zachary Treitz trong Men Go to Battle
- 2014 – Josef Wladyka trong Manos Sucias[10]
- 2013 – Emanuel Hoss-Desmarais trong Whitewash
- 2012 – Lucy Mulloy, Una Noche
- 2011 – Park Jung-bum trong The Journals of Musan
- 2010 – Kim Chapiron trong Dog Pound
- 2009 – Rune Denstad Langlo trong North
- 2008 – Huseyin Karabey trong My Marlon and Brando
- 2007 – Enrique Begne trong Two Embraces
- 2006 – Marwan Hamed trong The Yacoubian Building
- 2005 – Alicia Scherson trong Play
- 2004 – Liu Fendou trong Green Hat
- 2003 – Valeria Bruni Tedeschi trong It's Easier for a Camel...
- 2002 – Eric Eason trong Manito

#### Nam diễn viên xuất sắc nhất
- 2015 – Gunnar Jónsson trong Virgin Mountain
- 2014 – Paul Schneider trong Goodbye to All That[10]
- 2013 – Sitthiphon Disamoe, The Rocket
- 2012 – Dariel Arrechada và Javier Nuñez Florian, Una Noche
- 2011 – Ramadhan "Shami" Bizimana trong Grey Matter
- 2010 – Eric Elmosnino trong Gainsbourg (Vie héroïque)
- 2009 – Ciarán Hinds trong The Eclipse
- 2008 – Thomas Turgoose và Piotr Jagiello trong Somers Town
- 2007 – Lofti Ebdelli trong Making Of. (Akher film)
- 2006 – Jürgen Vogel trong Der Freie Wille
- 2005 – Cees Geel trong Simon
- 2004 – Ian Hart trong Blind Flight
- 2003 – Igor Bareš trong Výlet và Ohad Knoller trong Yossi & Jagger

#### Nữ diễn viên xuất sắc nhất
- 2015 – Hannah Murray trong Bridgend
- 2014 – Valeria Bruni Tedeschi trong Human Capital[10]
- 2013 – Veerle Baetens trong The Broken Circle Breakdown
- 2012 – Rachel Mwanza trong War Witch
- 2011 – Carice van Houten trong Black Butterflies
- 2010 – Sibel Kekilli trong When We Leave
- 2009 – Zoe Kazan trong The Exploding Girl
- 2008 – Eileen Walsh trong Eden
- 2007 – Marina Hands trong Lady Chatterley
- 2006 – Eva Holubová trong Holiday Makers
- 2005 – Felicity Huffman trong Transamerica
- 2004 – Fernanda Montenegro trong O Outro Lado da Rua
- 2003 – Valeria Bruni Tedeschi trong It's Easier for a Camel...

#### Phim tài liệu hay nhất
- 2015 – Democrats, đạo diễn Camilla Nielsson
- 2014 – Point and Shoot, đạo diễn Marshall Curry[10]
- 2013 – The Kill Team, đạo diễn Dan Krauss
- 2012 – The World Before Her, đạo diễn Nisha Pahuja
- 2011 – Bombay Beach, đạo diễn Alma Har'el
- 2010 – Monica & David, đạo diễn Alexandra Codina
- 2009 – Racing Dreams, đạo diễn Marshall Curry
- 2008 – Pray the Devil Back to Hell, đạo diễn Gini Reticker
- 2007 – Taxi to the Dark Side, đạo diễn Alex Gibney
- 2006 – The War Tapes, đạo diễn Deborah Scranton
- 2005 – El Perro Negro: Stories from the Spanish Civil War, đạo diễn Péter Forgács
- 2004 – Kill Your Idols, đạo diễn Scott Crary
- 2003 – A Normal Life, đạo diễn Elizabeth Chai Vasarhelyi và Hugo Berkeley
- 2002 – Chiefs, đạo diễn Daniel Junge

#### Nhà làm phim tài liệu mới xuất sắc nhất
- 2015 – Ewan McNicol và Anna Sandilands trong Uncertain
- 2014 – Alan Hicks trong Keep On Keepin' On[10]
- 2013 – Sean Dunne trong Oxyana
- 2011 – Pablo Croce trong Like Water
- 2010 – Clio Barnard trong The Arbor
- 2009 – Ian Olds trong Fixer: The Taking of Ajmal Naqshbandi
- 2008 – Carlos Carcass trong Old Man Bebo
- 2007 – Vardan Hovhannisyan trong A Story of People in War and Peace
- 2006 – Pelin Esmer trong The Play
- 2005 – Jeff Zimbalist và Matt Mochary trong Favela Rising
- 2004 – Paulo Sacramento trong The Prisoner of the Iron Bars: Self-Portraits

#### Quay phim xuất sắc nhất
- 2015 – Magnus Jønck trong Bridgend
- 2014 – Damian García trong Gueros
- 2013 – Marius Matzow Gulbrandsen trong Before Snowfall
- 2012 – Trevor Forrest và Shlomo Godder trong Una Noche
- 2011 – Lisa Tillinger trong Artificial Paradises

#### Kịch bản hay nhất
- 2015 – Dagur Kári trong Virgin Mountain
- 2014 – Guillaume Nicloux trong The Kidnapping of Michel Houellebecq
- 2013 – Carl Joos và Felix Van Groeningen trong The Broken Circle Breakdown
- 2012 – Daniel Burman và Sergio Dubcovsky trong La suerte en tus manos
- 2011 – Jannicke Systad Jacobsen trong Turn Me On, Dammit!

#### Tường thuật hay nhất
- 2015 – Oliver Bugge Coutté trong Bridgend
- 2014 – Keith Miller trong Five Star

### Phim ngắn

#### Phim ngắn hay nhất
- 2015 – Listen, đạo diễn Hamy Ramezan và Rungano Nyoni
- 2014 – The Phone Call, đạo diễn Mat Kirkby[10]
- 2013 – The Nightshift Belongs to the Stars, đạo diễn Edoardo Ponti
- 2010 – Father Christmas Doesn't Come Here, đạo diễn Bekhi Sibiya
- 2009 – The North Road, đạo diễn Carlos Chahine
- 2008 – New Boy, đạo diễn Steph Green
- 2007 – The Last Dog in Rwanda, đạo diễn Jens Assur
- 2006 – The Shovel, đạo diễn Nick Childs
- 2005 – Cashback, đạo diễn Sean Ellis
- 2004 – Shock Act, đạo diễn Seth Grossman
- 2002 – Bamboleho, đạo diễn Luis Prieto

#### Phim tài liệu ngắn hay nhất
- 2015 – Body Team 12, đạo diễn David Darg
- 2014 – One Year Lease, đạo diễn Brian Bolster[10]
- 2010 – White Lines and the Fever: The Death of DJ Junebug, đạo diễn Travis Senger
- 2009 – Home, đạo diễn Mathew Faust
- 2008 – Mandatory Service, đạo diễn Jessica Habie
- 2007 – A Son’s Sacrifice, đạo diễn Yoni Brook
- 2006 – Native New Yorker, đạo diễn Steve Bilich
- 2005 – The Life of Kevin Carter, đạo diễn Dan Krauss
- 2004 – Sister Rose's Passion, đạo diễn Oren Jacoby
- 2003 – Milton Rogovin: The Forgotten Ones, đạo diễn Harvey Wang
- 2002 – All Water Has a Perfect Memory, đạo diễn Natalia Almada